# William H. Meyer (Politiker, 1914)

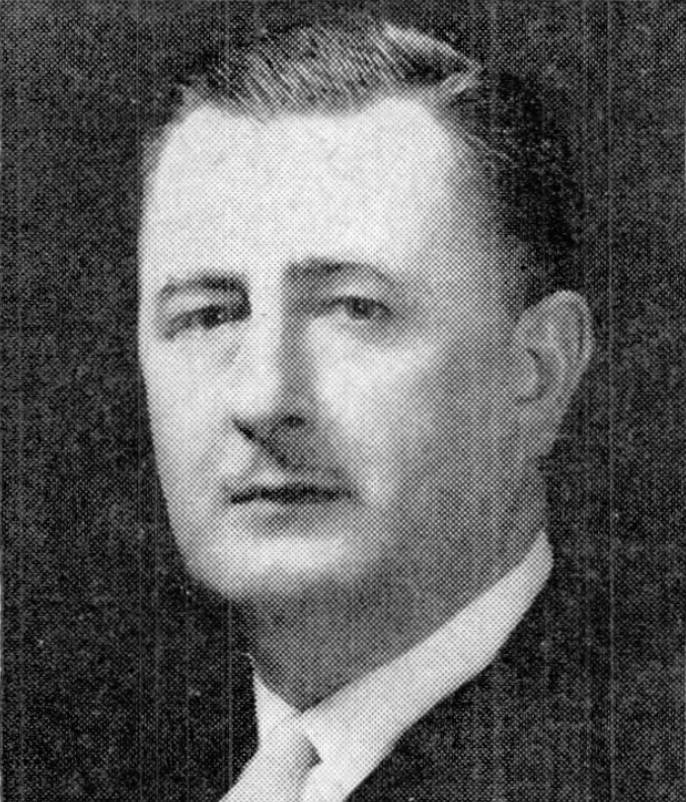
William H. Meyer (1959)

William Henry Meyer (* 29. Dezember 1914 in Philadelphia, Pennsylvania; † 16. Dezember 1983 in Rupert, Vermont) war ein US-amerikanischer Politiker. Zwischen 1959 und 1961 vertrat er den Bundesstaat Vermont im US-Repräsentantenhaus.

## Werdegang
William Meyer besuchte die öffentlichen Schulen in Philadelphia und danach bis 1936 die Pennsylvania State University. Danach war er zunächst im Holzgeschäft tätig, dann war er zwischen 1936 und 1940 als Förster einer zivilen Umweltschutzbehörde zeitweise beim Bund und zeitweise bei verschiedenen Bundesstaaten angestellt. Im Jahr 1945 zog er auf eine Farm im Bennington County in Vermont. Zwischen 1940 und 1950 arbeitete er auch für den Soil Conversation Service, eine für den Bodenumweltschutz zuständige Behörde in Vermont. Im Jahr 1951 machte er sich als Berater für Forstfragen selbständig. Außerdem wurde er Direktor der Stiftung für Wald und Farmland in Vermont (Vermont Forest and Farmland Foundation).
Meyer war Mitglied der Demokratischen Partei. 1958 wurde er als deren Kandidat in das US-Repräsentantenhaus in Washington, D.C. gewählt, wo er am 3. Januar 1959 die Nachfolge von Winston L. Prouty von den Republikanern antrat. Damit war Meyer einer von nur acht Demokraten, die bis heute für diesen Staat in das US-Repräsentantenhaus gewählt wurden. Bei den Wahlen des Jahres 1960 unterlag Meyer dann dem Republikaner Robert Stafford. Damit konnte er bis zum 3. Januar 1961 nur eine Legislaturperiode im Kongress absolvieren.
Zwischen 1961 und 1963 war William Meyer Berater des US-Innenministeriums. In den Jahren 1962, 1964 und 1970 bewarb er sich jeweils erfolglos um die Nominierung seiner Partei für die Wahlen zum Senat der Vereinigten Staaten. Im Jahr 1972 scheiterte er mit einer erneuten Kandidatur für das US-Repräsentantenhaus. In den Jahren 1956, 1960 und 1964 war er Delegierter auf den Parteitagen der Demokraten in Vermont. Bis zu seinem Tod im Dezember 1983 lebte William Meyer in Rupert.